# Złotnikowa Ławka
Złotnikowa Ławka (słow. Svišťová lávka) – przełęcz znajdująca się w grani głównej Tatr w słowackiej części Tatr Wysokich. Siodło Złotnikowej Ławki oddziela masyw Świstowego Szczytu na południowym zachodzie od Złotnikowej Kopy na północnym wschodzie. Na przełęcz tę nie prowadzą żadne znakowane szlaki turystyczne, jest dostępna jedynie dla taterników.
Nazwa Złotnikowej Ławki, podobnie jak i innych podobnych obiektów, pochodzi od Złotnikowego Ogrodu w dolinie Rówienki.

## Historia
Pierwsze wejścia turystyczne:
- August Otto i Johann Hunsdorfer (senior), 20 lipca 1897 r. – letnie,
- Arno Puškáš i towarzysze, 3 marca 1955 r. – zimowe (pierwsze zarejestrowane, wchodzono już wcześniej).